# Championnat d'Afrique féminin de football 2006
Navigation
Édition précédente Édition suivante
Le Championnat d'Afrique de football féminin 2006 est la cinquième édition du Championnat d'Afrique de football féminin, une compétition de la Confédération africaine de football (CAF) qui met aux prises les meilleures sélections nationales féminines de football affiliées à la CAF.
L'édition 2006 du Championnat d'Afrique se déroule du 28 octobre au 11 novembre 2006 au Nigeria. De février à août 2006, les sélections nationales africaines participent à une phase de qualifications, dans le but de désigner les sept équipes pouvant prendre part au tournoi final en compagnie de la Guinée équatoriale, qualifiée d'office en tant que pays organisateur.
Le Gabon est désigné comme pays organisateur, mais le pays abandonne à cause de problèmes financiers ; c'est le Nigeria qui devient le pays hôte du tournoi.
La compétition est remportée par les Nigérianes qui battent en finale le Ghana sur le score de 1-0. Il s'agit du cinquième titre consécutif du Nigeria et de la troisième finale perdue par les Ghanéennes. L'Afrique du Sud termine à la troisième place.
Le tournoi sert aussi de qualification pour la Coupe du monde de football féminin 2007. Les finalistes se qualifient pour le tournoi se déroulant en Chine.

## Villes et stades retenues
Warri, Oleh, Oghara et Ughelli sont les sites retenus pour ce championnat d'Afrique.

## Nations qualifiées
Huit équipes participent à la compétition. Le Gabon est qualifié d'office en tant que pays organisateur, avant que le pays n'abandonne pour des raisons financières. Du coup, le Nigeria, nouveau pays hôte, et la Guinée équatoriale, adversaire initial du Nigeria lors des éliminatoires, sont qualifiées d'office. Les six autres équipes présentes se qualifient en passent une phase qualificative préliminaire. Le tableau dresse le classement FIFA entre les différentes participantes et leur place sur le plan mondial.
| Monde | Afrique | Nation             |
| ----- | ------- | ------------------ |
| 24    | 1       | Nigeria            |
| 49    | 2       | Ghana              |
| 71    | 4       | Afrique du Sud     |
| 75    | 6       | Algérie            |
| 76    | 7       | Mali               |
| 85    | 10      | Cameroun           |
| 91    | 12      | Guinée équatoriale |
| 97    | 14      | RD Congo           |

## Déroulement de la phase finale
Les rencontres du tournoi se disputent selon les lois du jeu, qui sont les règles du football définies par l'International Football Association Board (IFAB).
La compétition se dispute sur deux tours. Le premier tour se joue par groupes de quatre équipes, la répartition des équipes dans les différents groupes étant déterminée par tirage au sort. Le deuxième tour est une phase à élimination directe.

### Phase de groupes

#### Format et règlement
Au premier tour, les équipes participantes sont réparties en deux groupes de quatre équipes. Chaque groupe se dispute sous la forme d'un championnat. Dans chaque groupe, chaque équipe joue un match contre ses trois adversaires. Les deux premières équipes de chaque poule se qualifient pour les demi-finales, les autres sont éliminées. Le classement des groupes utilise un système de points, où les points suivants sont attribués à chaque match joué :
- 3 points pour un match gagné;
- 1 point pour un match nul;
- 0 point pour un match perdu.

Si à l’issue du premier tour, plusieurs équipes ont le même nombre de points, les buts marqués et encaissés sont pris en compte. Les critères suivants sont utilisés pour déterminer le classement des équipes :
1. Le plus grand nombre de points obtenus
2. La différence de buts entre équipes à égalité sur la rencontre les opposant
3. Le plus grand nombre de buts marqués entre équipes à égalité sur la rencontre les opposant
4. La différence de but entre équipes à égalité comprenant tous les matchs du groupe
5. Le plus grand nombre de buts marqués entre équipes à égalité comprenant tous les matchs du groupe
6. Classement du fair-play.
7. Tirage au sort.

#### Groupe A
| Rang | Équipe             | Pts | J | G | N | P | Bp | Bc | Diff |
| ---- | ------------------ | --- | - | - | - | - | -- | -- | ---- |
| 1    | Nigeria            | 9   | 3 | 3 | 0 | 0 | 12 | 2  | +10  |
| 2    | Afrique du Sud     | 6   | 3 | 2 | 0 | 1 | 6  | 2  | +4   |
| 3    | Guinée équatoriale | 1   | 3 | 0 | 1 | 2 | 5  | 9  | -4   |
| 4    | Algérie            | 1   | 3 | 0 | 1 | 2 | 3  | 13 | -10  |

| Match | Date       | Lieu   | Équipe 1       | Résultat | Équipe 2           |
| ----- | ---------- | ------ | -------------- | -------- | ------------------ |
| 1     | 28 octobre | Warri  | Nigeria        | 4 – 2    | Guinée équatoriale |
| 2     | 28 octobre | Oleh   | Afrique du Sud | 4 – 0    | Algérie            |
| 5     | 31 octobre | Warri  | Nigeria        | 6 – 0    | Algérie            |
| 6     | 31 octobre | Oleh   | Afrique du Sud | 2 – 0    | Guinée équatoriale |
| 9     | 3 novembre | Oghara | Algérie        | 3 – 3    | Guinée équatoriale |
| 10    | 3 novembre | Oleh   | Nigeria        | 2 – 0    | Afrique du Sud     |

#### Groupe B
| Rang | Équipe   | Pts | J | G | N | P | Bp | Bc | Diff |
| ---- | -------- | --- | - | - | - | - | -- | -- | ---- |
| 1    | Ghana    | 9   | 3 | 3 | 0 | 0 | 6  | 2  | +4   |
| 2    | Cameroun | 4   | 3 | 1 | 1 | 1 | 4  | 3  | +1   |
| 3    | Mali     | 3   | 3 | 1 | 0 | 2 | 3  | 5  | -2   |
| 4    | RD Congo | 1   | 3 | 0 | 1 | 2 | 4  | 7  | -3   |

| Match | Date         | Lieu    | Équipe 1 | Résultat | Équipe 2 |
| ----- | ------------ | ------- | -------- | -------- | -------- |
| 3     | 29 octobre   | Oghara  | Mali     | 0 – 1    | Ghana    |
| 4     | 29 octobre   | Ughelli | Cameroun | 1 – 1    | RD Congo |
| 7     | 1er novembre | Ughelli | Ghana    | 2 – 1    | Cameroun |
| 8     | 1er novembre | Oghara  | Mali     | 3 – 2    | RD Congo |
| 11    | 4 novembre   | Ughelli | Ghana    | 3 – 1    | RD Congo |
| 12    | 4 novembre   | Warri   | Cameroun | 2 – 0    | Mali     |

### Phase à élimination directe

#### Format
Le deuxième tour est disputé sur élimination directe et comprend des demi-finales, un match pour la troisième place et une finale. Les vainqueurs sont qualifiés pour le tour suivant, les perdants éliminés.

#### Tableau final
|  | Demi-finales        | Demi-finales       |                        |   | Finale              | Finale              |
|  | Demi-finales        | Demi-finales       |                        |   | Finale              | Finale              |
|  |                     |                    |                        |   |                     |                     |
|  | 7 novembre à Warri  | 7 novembre à Warri |                        |   | 11 novembre à Warri | 11 novembre à Warri |
|  | 7 novembre à Warri  | 7 novembre à Warri |                        |   | 11 novembre à Warri | 11 novembre à Warri |
|  | Nigeria             | 5                  |                        |   | 11 novembre à Warri | 11 novembre à Warri |
|  | Nigeria             | 5                  |                        |   | 11 novembre à Warri | 11 novembre à Warri |
|  | Cameroun            | 0                  |                        |   | 11 novembre à Warri | 11 novembre à Warri |
|  | Cameroun            | 0                  | Nigeria                | 1 |                     |                     |
|  | 7 novembre à Oghara |                    | Nigeria                | 1 |                     |                     |
|  |                     | Ghana              | 0                      |   |                     |                     |
|  | Ghana               | Ghana              | 0                      | 1 |                     |                     |
|  | Ghana               |                    |                        | 1 |                     |                     |
|  | Afrique du Sud      | 0                  |                        |   |                     |                     |
|  | Afrique du Sud      | 0                  | Match pour la 3e place |   |                     |                     |
|  |                     |                    |                        |   |                     |                     |
|  | 10 novembre à Oleh  |                    |                        |   |                     |                     |
|  |                     |                    |                        |   |                     |                     |
|  | Cameroun            | 2 (4)tab           |                        |   |                     |                     |
|  | Cameroun            | 2 (4)tab           |                        |   |                     |                     |
|  | Afrique du Sud      | 2 (5)0             |                        |   |                     |                     |
|  | Afrique du Sud      | 2 (5)0             |                        |   |                     |                     |

## Récompenses annexes
- Meilleure joueuse :  Portia Modise
- Meilleure buteuse :  Perpetua Nkwocha (7 buts)